# حارة صالح جميع (الكود)
صالح جميع هي إحدى حارات حي صالح جميع بمدينة الكود التابعة لمحافظة أبين، بلغ تعداد سكانها 1050 نسمة حسب تعداد اليمن لعام 2004.